# Espace Euro Disney
L'espace Euro Disney était un centre d'information destiné à présenter au grand public le futur complexe de loisirs, Euro Disney Resort. Il était situé sur la commune de Serris, au sud du domaine.

## Accès
Ouvert le 5 décembre 1990 et fermé en avril 1992 à l'ouverture du complexe, l'espace Euro Disney se trouvait au sud du territoire mis à la disposition d'Euro Disney SCA, à environ un kilomètre du centre de Serris, au carrefour des routes départementales 406 et 231, tout près de la sortie no 13 de l'autoroute A4 (la sortie no 14 desservant le parc n'étant pas encore ouverte). Un droit d'accès de 15 francs par adulte et 10 francs par enfant était demandé à l'entrée. Il avait accueilli 100 000 visiteurs en un an.

## Le centre
L'architecture est l'œuvre de Robert A. M. Stern. Le bâtiment était orné de représentations de personnages Disney à la manière des ombres chinoises et surmonté d'un grand chapeau de magicien, à l'image de celui de Mickey dans l'apprenti sorcier de Fantasia.
Bien qu'étant principalement axé sur la première tranche touristique du projet (le parc Euro Disneyland, le Festival Disney, les hôtels et le golf), le centre présentait aussi l'ensemble des infrastructures créées pour l'occasion ainsi que les principaux développements à venir.
Dans la grande pièce d'accueil se trouvaient de nombreux éléments de décor en rapport avec le parc à thèmes, notamment un C-3PO grandeur nature et des dessins préparatoires du parc. Une grande maquette présentait l'ensemble du domaine et donnait un aperçu des projets futurs inclus dans la convention du 24 mars 1987.
La visite se poursuivait dans une salle ou était projeté un court métrage de présentation. On y suivait les aventures d'un petit garçon en Pique-nique. Alors qu'il est endormi, il s'envole à bord d'une montgolfière avec sa famille et découvre Euro Disney. Le film annonce alors que « le rêve va devenir réalité » au printemps 1992. La projection était complétée par un ou plusieurs teasers et des images de l'avancée des travaux.
La sortie s'effectue par une boutique proposant des articles type du futur parc. Des brochures et dépliants étaient disponibles dans l'ensemble du bâtiment, il était également possible de réserver son séjour à Euro Disney.

## Depuis 1992
Après sa fermeture en avril 1992, la dalle en forme de tête de Mickey et le chapeau de magicien ont été enlevés, le bâtiment a été repeint de manière monochrome et discrète. Le centre devait servir de salle polyvalente pour les associations culturelles locales mais n'a pas (ou peu) été utilisé.
À la fin des années 1990, le parking a été plusieurs fois utilisé par les Gens du voyage à la suite de quoi il a été creusé par endroits ou recouvert de buttes de terre. Des rochers de taille importante ont été déposés juste derrière la grille d'entrée. Le site n'était plus du tout entretenu depuis de nombreuses années et le bâtiment était à peine visible depuis la route, caché par une végétation qui avait repris ses droits. Le bâtiment était saccagé et couvert de graffitis.
Comme il se situait à l'extrême ouest des terres réservées au parc d'entreprises Arlington Business Park Paris Val d'Europe, en plein développement, une demande de permis de démolition a été déposée à la fin des années 2000. Il a été délivré le 16 septembre 2009, par la ville de Serris à la société Euro Disney SCA. La démolition a eu lieu en décembre 2010.